# داليدا (فلم تلفزيوني)
داليدا فيلم تلفزيوني فرنسي إيطالي من جزئين يحكي قصة حياة الفنانة داليدا وهو من بطولة سبرينا فريللي واخذ جوائز كثير منها جائزة مهرجان فينيسيا السينمائي الدولي لأفضل فيلم عرض وهو مقتبس عن القصة الحقيقية لحياة داليدا وعن مسيرتها الفنية وأختتم الفيلم بانتحار داليدا وأخذ الفيلم أيضا جائزة أفضل مكياج.

## نبذة عن الفيلم
عرض الفيلم سنة2005 وقد حكي الفيلم عن قصة داليدا لكن كان الفيلم شائع نحو شيء علي داليدا ولهذا تعرض لإنتقادت كثيرة وأصبح الفيلم حديث الساعة وأخذ الفيلم عنوان داليدا تحكي حياتها، تدور أحداث الفيلم حول قصة داليدا وحياتها الصعبة التي عاشتها في عصرها حصل الفيلم على جائزة أفضل فيلم واخذ الفيلم جائزة فنيسيا وكرم ابطال الفيلم وحصلت الممثلة وبطلة الفيلم جائزة أفضل ممثلة لتجسيدها دور داليدا.

## القصة
تبدا القصة عندما تكتشف موهبة داليدا في الغناء وعندما تصبح نجمة الغناء تتزوج باحد الرجال من المطربين وعندما تعيش معه ينتحر وينتحر أيضا عشيقها التي كانت تحبه من قبل وتكمل القصة هكذا الي ان تزداد شهرتها وتصبح نجمة أكثر لكن الفرح دائما يفارقها، تصبح امراة كبير بدون زوج ولا أولاد وتزداد المشاكل عليها وفي يوم 2مارس في الليل تنتحر داليدا بجرعة زائدة عن حدها وتموت.

## في القنوات
- على القنوات الفرنسية: (France1) -

```
(France2 ) (France3) (M6)
```

- على القنوات الإيطالية: إيطالية الأول - إيطالية الثاني - إيطالية الثالث - نيكولاديا ايطا لية - سينما

## الجوائز
- جائزة أفضل فيلم
- جائزة فنيسيا في مهرجان البندقية إيطالية
- جائزة الفيلم الفرنسي

## ابطال الفيلم
| ممثل              | الدور            | ملحوظة               |
| ----------------- | ---------------- | -------------------- |
| دليدا             | صابرينا فرالي    | أخ داليدا            |
| شارل برلنج        | لوسيان موريس     | أخ داليدا            |
| ميشال جوناسز      | برونو كوكا تريكس |                      |
| كريستوفر لامبرت   | ريتشارد شانفراي  | "كونت دي سان جيرمان" |
| ارنود جيوفاني نتي | برونو / أورلاندو |                      |
| اليساندرو غاسمان  | لويجي تنسو       |                      |
| فاني جيل          | روزي             |                      |
| فنسنت لوكور       | جان سوبيسكي      |                      |
| كارول ريشير       | صولانج           |                      |
| ستيفان سباسوف     | كلاوديو          |                      |
| فابريس ديفيل      | إدي باركلي       |                      |

## وصلات خارجية
- مقالات تستعمل روابط فنية بلا صلة مع ويكي بيانات